# North Shore (filme)
North Shore (br: Surf no Havaí) é um filme americano de surf dirigido por William Phelps em 1987. Rick Kaine inspirou no Brasil uma geração de surfistas de final de semana, escrito por Randal Kleiser, Tim McCanlies, William Phelps.

## Sinopse
Rick Kane é um surfista do Arizona - isso mesmo, Arizona Estados Unidos - que ao vencer um campeonato de surf de piscina daquele estado ganha uma passagem para o Havaí. Rick vê a grande oportunidade de realizar o sonho comum dos surfistas: conhecer e surfar no lugar que é conhecido como a "meca" do surf mundial, o North Shore da ilha de Oahu, no Havaí. Mas ele não conhece praticamente nada e a sua única referência é um velho amigo que esteve no Arizona e lhe prometeu - se caso ele fosse ao Havaí - a sua casa para sua hospedagem. Mas tudo acaba dando errado; ao encontrá-lo, Rick se envolve em uma confusão. Salvo por Alex Rogers (Robbie Page) e "Occy" (Mark Occhilupo) Rick começa a se "enturmar" e conhecer certas regras do Havaí, principalmente por ser um "haole".
Mal se livra de uma confusão e ele já entra em outra no dia seguinte. Levado por Rogers e "Occy" para uma caída matinal em Sunset Beach, Rick acaba atrapanhando o "drop" do líder dos "Hui" (clube local de surfistas que prega a preservação das ondas do Havaí somente para os nativos) Vince (Gerry Lopez) e acaba tendo os seus pertences roubados por um dos locais.
Esse epsódio lhe rende uma grande amizade; ao procurar uma delegacia para prestar queixa, ele acaba conhecendo o "lendário" Tartaruga (John Philbin) que lhe ajuda apresentando a ele o famigerado e estimado shaper Chandler (Gregory Harrison), que vai ensinar a Rick a diferença entre os "soul surfers" (surfistas de alma) e aqueles que surfam simplesmente pela fama e dinheiro. Ao mesmo tempo, o jovem ficará interessado por uma bela garota nativa, Kiani (Nia Peeples). O filme conta com participações de surfistas profissionais e campeões - como Shaun Tompson, Derek Ho, (Mark Occhilupo), Robbie Page entre outros.

## Elenco
- Matt Adler — Rick Kane
- Gregory Harrison — Chandler
- Nia Peeples — Kiani
- John Philbin — Turtle
- Gerry Lopez — Vince
- Laird Hamilton — Lance Burkhart
- Robbie Page — Alex Rogers
- Mark Occhilupo — Occy
- John Paragon — Professor
- Rocky Kauanoe — Rocky
- Lokelani Lau — Angela
- Cristina Raines — Mãe de Rick
- Tiffany Pestana — Filha de Chandler
- Corky Carroll — Corky Carroll
- Joe Teipel — Locutor de Pipeline
- Lord 'Tally Ho' Blears — Diretor da competição
- James 'Poorman' Trenton — Chuck King
- Tavita Tu — Pila
- David Ige — Rusty
- Kelly Hager — Kako

## Surfistas profissionais
Surf no Havaí conta com a participação de surfistas profissionais como Gerry Lopez, Laird Hamilton, Mark Occhilupo, Robbie Page e muitos outros.